# Glasgranulat
Mahlprodukte aus Glas werden bei unterschiedlichen Produktionsprozessen in vielen verschiedenen Branchen eingesetzt.
In keramischen Erzeugnissen, in der Feuerfest-Industrie wie auch in der Ziegel- und Baustoffindustrie wird Glasmehl wie auch Glasgranulat als Sinterhilfsmittel (sintern), als Füllstoff oder auch als optische Komponente eingesetzt.
Die reaktiven und optischen Eigenschaften der Glasoberflächen begründen den Einsatz von Glasgranulat in harzgebundenen Systemen im Formenbau, in architektonischen Anwendungen, im Innenausbau und bei Baustoffen sowie bei der Farb- und Lackherstellung.
Die Strahlmittelindustrie, die Schleif- und Poliermittelindustrie sowie die Kosmetik-Branche nutzen die vielfältigen Möglichkeiten von Glaspartikeln hinsichtlich ihrer Abrasivität.
Im Brand- und Explosionsschutz kommen die speziellen Schmelzeigenschaften sowie die besonderen hygroskopischen Eigenschaften des Materials Glas zum Tragen.